# Марк Гаммонд
Марк Гаммонд (англ. Mark Hammond) — американський режисер, продюсер та сценарист.

## Фільмографія
| Рік  | Українська назва    | Оригінальна назва   | Тип                             | Режисер    | Продюсер   | Сценарист | Оператор   | Монтажер  |
| ---- | ------------------- | ------------------- | ------------------------------- | ---------- | ---------- | --------- | ---------- | --------- |
| 2017 | «Зрадник»           |                     | Повнометражний                  | Так [ 1 ]  |            | Так [ 2 ] |            |           |
| 2013 | «Іван Сила»         |                     | Повнометражний                  |            |            |           |            | Так [ 3 ] |
| 2012 | «Фармацид: Меконґ»  | Pharmacide: Mekong  | Документальний                  | Так [ 4 ]  |            |           |            |           |
| 2012 | «У тропічних тінях» | In Tropical Shadows | Короткометражний Документальний | Green tick | Так [ 5 ]  |           |            |           |
| 2011 | «Фармацид: Онлайн»  | Pharmacide: Online  | Короткометражний                |            | Green tick | Так [ 6 ] | Green tick |           |
| 2007 | «Приховане кохання» | L'amore nascosto    | Повнометражний                  |            | Так [ 7 ]  |           |            |           |
| 2006 | «Джонні Динаміт»    | Johnny Was          | Повнометражний                  | Так [ 8 ]  |            |           |            |           |
| 2003 | «Одне кохання»      | One Love            | Повнометражний                  |            | Так [ 9 ]  |           |            |           |